# Alice Seeley Harris
Alice Seeley Harris, nata Alice Seeley (Malmesbury, 24 maggio 1870 – Guildford, 24 novembre 1970), è stata una missionaria e fotografa britannica.
Ha avuto il merito, con le sue fotografie, diffuse nel mondo, di mostrare le atrocità del re Leopoldo II del Belgio, cugino dei reali inglesi, nello Stato Libero del Congo.

## Biografia
Studiò fin dall'età di 19 anni per diventare missionaria in un centro di formazione protestante. Nel 1894 incontrò colui che diverrà suo marito quattro anni dopo, John Hobbis Harris (1874-1940), anche lui missionario. Si sposarono poco prima della partenza per lo lo Stato Libero del Congo, dove nacquero i suoi figli, due maschi e due femmine.
Anche se la sua mansione fu quella di maestra ai bambini congolesi, ben presto si rese conto delle atrocità che il re Leopoldo II, tramite il suo esercito, infliggeva alla popolazione, per la raccolta soprattutto del caucciù e dell'avorio. Specialmente il caucciù rivestiva grande importanza in seguito all'invenzione degli pneumatici da parte di John Boyd Dunlop a Belfast nel 1887, la cui domanda si era pertanto moltiplicata. I metodi per far lavorare gli indigeni in maniera coercitiva che impiegarono i soldati belgi previdero frustate, stupri, l'assassinio, la distruzione di villaggi e dei raccolti ma soprattutto il taglio delle mani anche dei bambini.

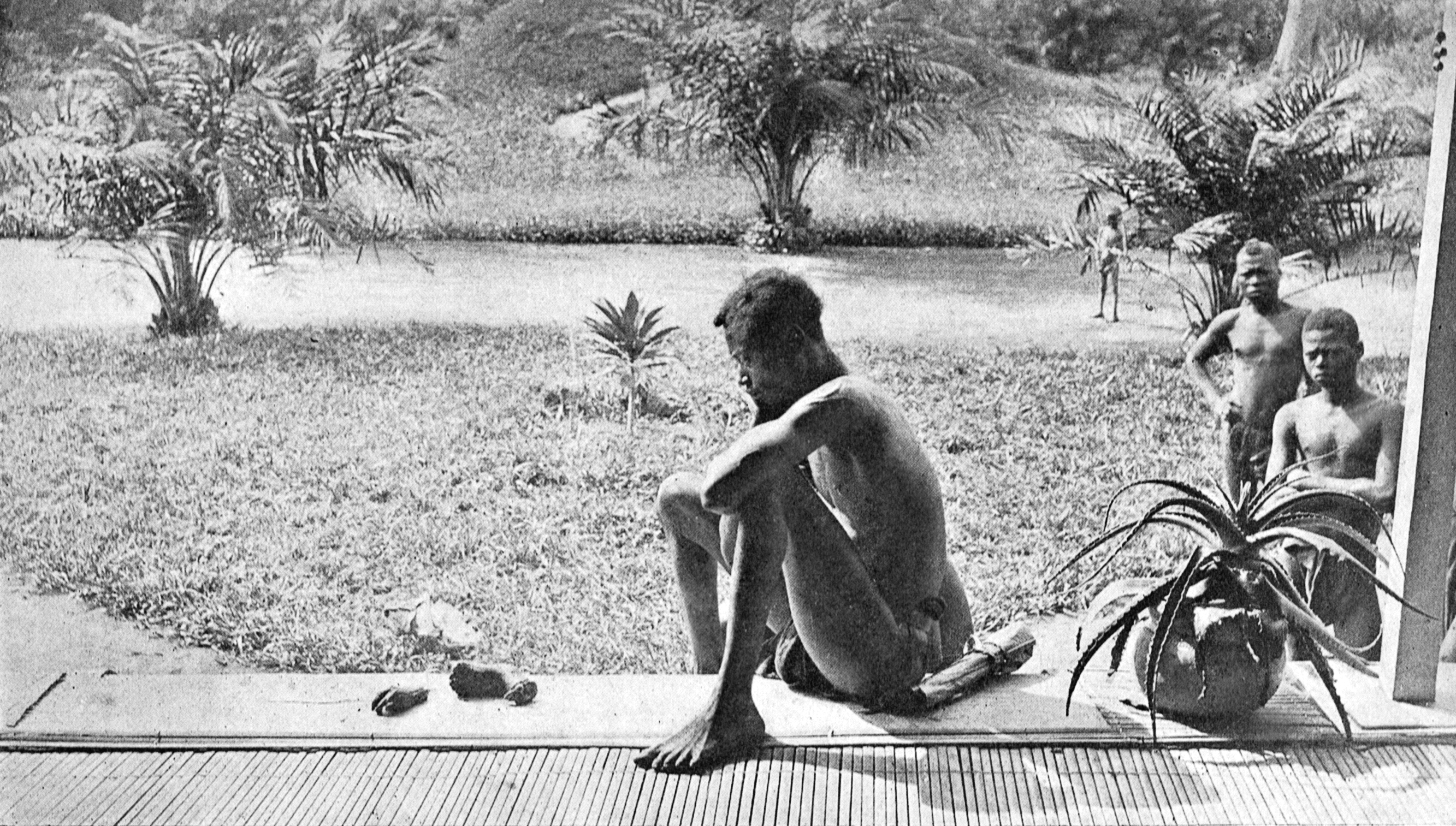
Nsala di Wala davanti ai resti di sua moglie e sua figlia di 5 anni, 1904

Una delle fotografie più note e impressionanti di Harris fu quella delle mani e piedi mozzati di Nsala nel distretto di Nsongo, scattata nel 1904. Due uomini del villaggio di Wala, attaccato dall'esercito dell'ABIR (Anglo-Belgian India Rubber Company), arrivarono alla missione di Alice. Uno di loro, Nsala, teneva in mano un fascio di foglie che avvolgeva le mani e i piedi mozzati di sua figlia e sua moglie, mutilati e uccisi dall'ABIR. Alice rimase sconvolta dalla crudeltà, prese la macchina fotografica e fotografò l'uomo seduto con davanti i resti (mani e piedi) sulla veranda degli Harris.
Grazie alle sue numerose fotografie, pubblicate sempre più frequentemente sulla stampa europea ed americana, contribuirono a mettere in evidenza le violazioni dei diritti umani nello Stato Libero del Congo perpetrate dal re Leopoldo II. Nel 1906 fecero un tour di conferenze su tali violazioni in Inghilterra e negli Stati Uniti. Contemporaneamente un giornalista combatté contro lo schiavismo e contro le atrocità del re belga, Edmund Dene Morel. Il re fu costretto a cedere la sovranità del Congo al governo, ma fece in tempo a distruggere e a bruciare i documenti che lo avrebbero accusato, anche se morì l'anno successivo, nel 1909.